# 나가마치역
나가마치역(일본어: 長町駅, ながまちえき)은 일본 미야기현 센다이시 다이하쿠구에 있는 철도역이다.

## 타는 곳

### 동일본 여객철도
- 승강장 형태: 섬식 승강장 1면 2선

| 1 | ■도호쿠 본선          | 센다이·리후·마쓰시마·고고타 방면       |
| 2 | ■도호쿠 본선          | 나토리·이와누마·시로이시·후쿠시마 방면 |
| 2 | ■조반선               | 나토리·이와누마·와타리·하라노마치 방면 |
| 2 | SAT센다이 공항 접속선 | 나토리·센다이 공항 방면                |

### 센다이 시영 지하철
| 1 | ■난보쿠 선 | 도미자와 방면 (□)           |
| 2 | ■난보쿠 선 | 센다이·이즈미 중앙 방면 (□) |

## 역세권 정보
- 국도 제4호선
- 센다이 시 다이하쿠 구청

## 사진

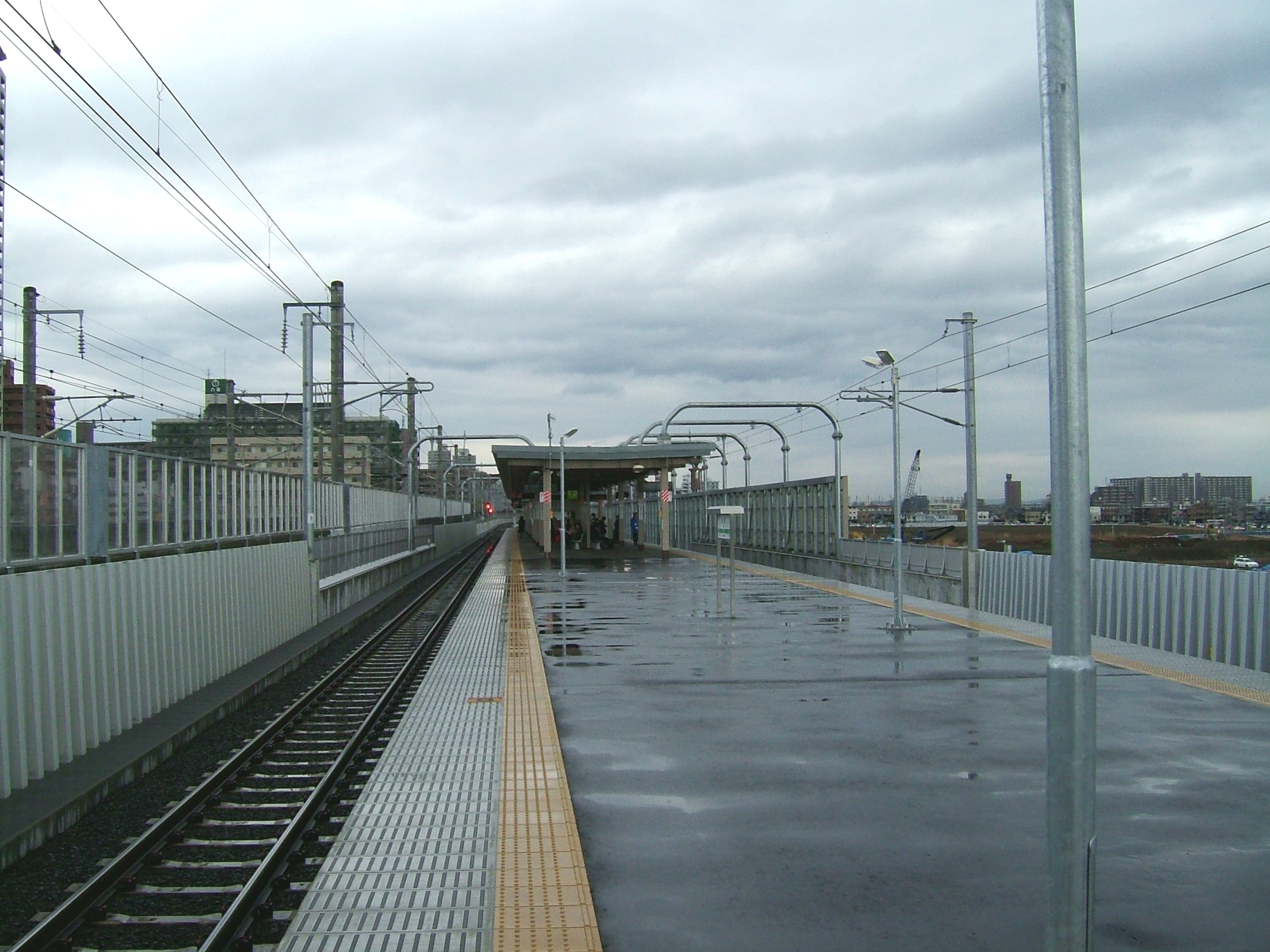
JR 동일본 승강장 모습
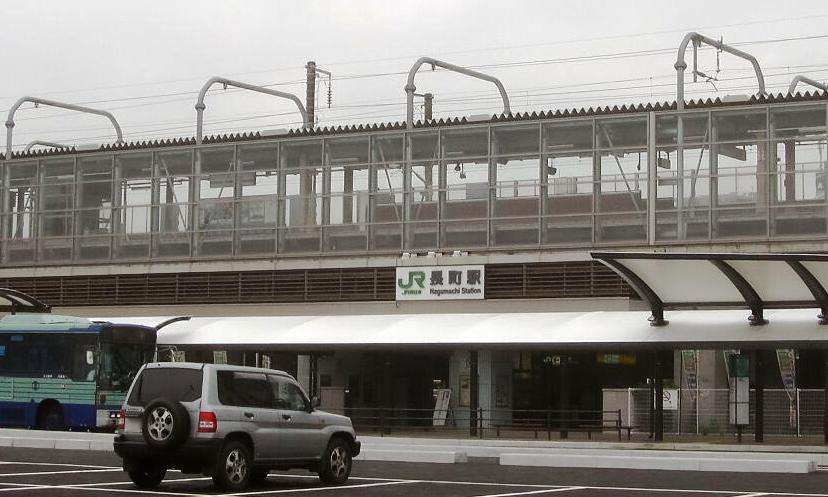
JR 동쪽 출입구 모습
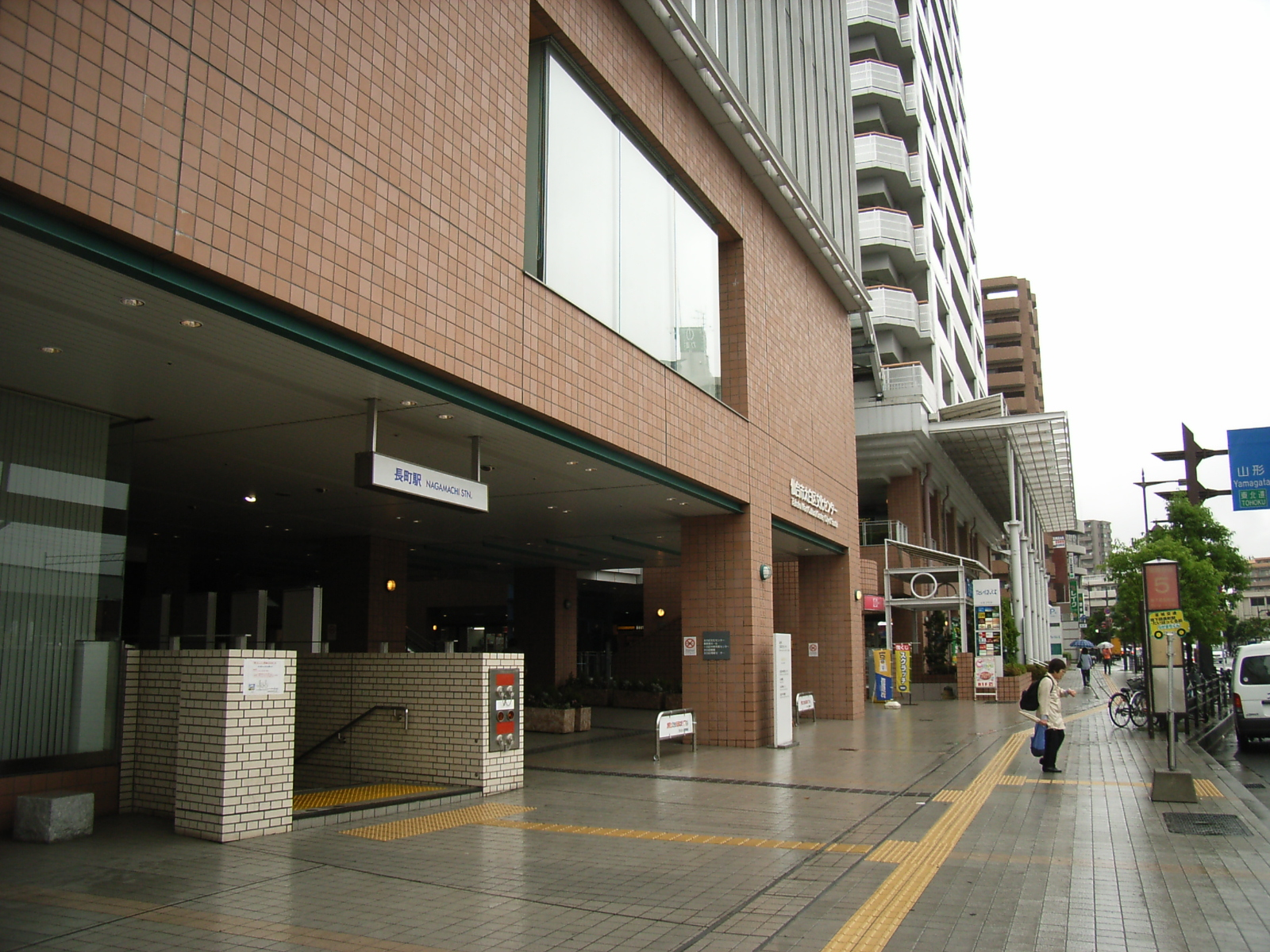
시영 나가마치 역 출입구

## 인접한 역
| 동일본 여객철도 ■ 도호쿠 본선                                   | 동일본 여객철도 ■ 도호쿠 본선 | 동일본 여객철도 ■ 도호쿠 본선    |
| --------------------------------------------------------------- | ----------------------------- | -------------------------------- |
| 미나미센다이 후쿠시마 방면                                      | ● 쾌속 "센다이 시티 래빗"     | 센다이 방면                      |
| 다이시도 후쿠시마 방면                                          | ● 보통                        | 센다이 방면                      |
| 동일본 여객철도 ■ 도호쿠 본선 · ■ 조반선                        |                               |                                  |
| 다이시도 하라노마치 방면                                        | ● 보통                        | 센다이 방면                      |
| 동일본 여객철도 ■ 도호쿠 본선 · 센다이 공항철도 ■ 센다이 공항선 |                               |                                  |
| 다이시도 센다이 공항 방면                                       | ● 보통                        | 센다이 방면                      |
| 센다이 시 교통국 ■ 센다이 지하철 난보쿠 선                      |                               |                                  |
| N14 나가마치 1초메 이즈미추오 방면                              | ● 난보쿠 선                   | N16 나가마치미나미 도미자와 방면 |